# Vlag van Voerendaal

De vlag van de gemeente Voerendaal
(sinds 1995)

Voorgaande vlag van Voerendaal
(1976 - 1995)

De vlag van Voerendaal werd op 20 februari 1995 door de gemeenteraad aangenomen als de gemeentelijke vlag van de Nederlands Limburgse gemeente Voerendaal. De huidige vlag vervangt een oudere vlag die op 21 december 1976 werd aangenomen.

## Ontwerp
Het ontwerp van de vlag zou sprekend moeten zijn, zoals bij een sprekend wapen: Voerendaal zou betekenen dat er een aantal doorwaadbare plekken in een beek zijn, de vlag stelt twee beken voor die door een dal stromen. In de vlag zijn de banen geel, blauw, geel, blauw en geel, de middelste baan heeft eveneens drie fleur-de-lys. De verhoudingen daarvan zijn 1:1:2:1:1. De lelies komen uit het wapen van Klimmen, in dat wapen waren ze van goud op een blauwe ondergrond.

## Eerdere vlag
De gemeente Voerendaal nam op 21 december 1976 de eerste gemeentelijke vlag aan. Deze vlag bestond eveneens uit vijf banen, echter het waren vijf rechte banen van gelijke hoogte en vijf verschillende kleuren.  In de bovenste twee banen, in het kanton, was het gemeentelijk wapen geplaatst. De banen waren als volgt: rood, wit, zwart, geel en blauw, gelijk aan de oude vlag van Limburg, maar dan met toevoeging van het gemeentelijk wapen. Deze vlag lijkt gebaseerd op de defileervlaggen van 1938, die sommige gemeenten ten onrechte als gemeentevlag hebben aangenomen.

## Verwante afbeelding

Het wapen van Voerendaal (1896)

Beek 
· Beekdaelen 
· Beesel 
· Bergen 
· Brunssum 
· Echt-Susteren 
· Eijsden-Margraten 
· Gennep 
· Gulpen-Wittem 
· Heerlen 
· Horst aan de Maas 
· Kerkrade 
· Landgraaf 
· Leudal 
· Maasgouw 
· Maastricht 
· Meerssen 
· Mook en Middelaar 
· Nederweert 
· Peel en Maas 
· Roerdalen 
· Roermond 
· Simpelveld 
· Sittard-Geleen 
· Stein 
· Vaals 
· Valkenburg aan de Geul 
· Venlo 
· Venray 
· Voerendaal 
· Weert